# Scabiosa incisa
Scabiosa incisa är en tvåhjärtbladig växtart som beskrevs av Philip Miller. Scabiosa incisa ingår i släktet fältväddar, och familjen Dipsacaceae. Inga underarter finns listade i Catalogue of Life.